# Coelotes simoni
Coelotes simoni là một loài nhện trong họ Amaurobiidae.
Loài này thuộc chi Coelotes. Coelotes simoni được Embrik Strand miêu tả năm 1907.